# Nekrolog 2. Quartal 1967
Nekrolog
◄◄
| ◄
| 1963
| 1964
| 1965
| 1966
| 1967 | 1968 | 1969 | 1970 | 1971 | ► | ►►
1. Quartal |
2. Quartal |
3. Quartal |
4. Quartal 1967
Weitere Ereignisse | Allgemeiner Nekrolog 1967
Die Beschreibung der verstorbenen Person sollte so kurz wie möglich gehalten sein und nur deren signifikante Tätigkeit(en) enthalten.
Neue Namen ggf. auch unter dem Geburts- und Sterbedatum, also etwa unter 1. Januar und im Geburts- und Sterbejahr (2024) eintragen (nur bei entsprechender großer Wichtigkeit). Für Beispiele siehe die schon vorhandenen Artikel.
Außerdem über die fünf zuletzt Verstorbenen, zu denen es einen ausreichend guten Artikel für eine Präsentation auf der Hauptseite gibt, nach der todesbedingten Überarbeitung der Artikel ggf. auch unter Wikipedia Diskussion:Hauptseite informieren und sie am besten auch in den anderen Wikipedia-Sprachversionen eintragen. Tipp: Regelmäßig bei news.google.de nach „ist tot“, „gestorben“ oder „verstorben“ suchen.
Wenn eine Person gestorben ist, gibt es viele Seiten zu dieser Person in der Wikipedia, die davon auch betroffen sind und entsprechend aktualisiert werden müssen. Beispiele: Namenübersichtsseite, Geburtsjahr, Geburtsort-Seiten und viele mehr.
Wie finde ich die betroffenen Seiten?
Im Suchfeld auf der linken Seite gibt man den Suchbegriff so ein: „Vorname Nachname“. Dann klickt man auf Volltext und alle Seiten mit entsprechendem Suchtext werden aufgerufen. Hier sieht man dann schnell, wo auch das Todesjahr Sinn macht oder sogar ein Teil des Artikels angepasst werden muss. Auch hilft das „Werkzeug“ auf der linken Seite sehr gut, um solche Seiten aufzufinden: „Links auf diese Seite“. Somit ist die Wikipedia wieder aktuell in allen Bereichen! Hinweis: bei Eintragung der Kategorie „Gestorben JAHR“ wird der Missbrauchsfilter 49 ausgelöst, was jedoch nicht schlimm ist. Siehe: Spezial:Missbrauchsfilter/49
Dies ist eine Liste von im zweiten Quartal 1967 verstorbenen bekannten Persönlichkeiten. Die Einträge erfolgen innerhalb der einzelnen Daten alphabetisch sortiert. Tiere sind im Nekrolog für Tiere zu finden.

## April
| Tag       | Name                                | Beruf, bekannt als                                                                                         | Alter | Beleg |
| --------- | ----------------------------------- | --- | ----- | ----- |
| 1. April  | Emile-Arsène Blanchet               | französischer römisch-katholischer Geistlicher und Bischof von Saint-Dié                                   | 80    |       |
| 1. April  | Rudolf Heubner                      | deutscher Jurist und Schriftsteller                                                                        | 99    |       |
| 1. April  | Guido Horn d’Arturo                 | italienischer Astronom                                                                                     | 88    |       |
| 1. April  | Willy Klapproth                     | Polizeipräsident in Frankfurt am Main                                                                      | 74    |       |
| 1. April  | Max Lobkowicz                       | tschechoslowakischer Diplomat                                                                              | 78    |       |
| 1. April  | Emil Mahl                           | Kapo im Krematoriumskommando des KZ Dachau                                                                 | 66    |       |
| 1. April  | Auguste Mohrmann                    | deutsche Kinderpädagogin und Leiterin der Diakoniegemeinschaft in der Zeit des Nationalsozialismus         | 76    |       |
| 1. April  | Johann Peperkorn                    | deutscher Theologe und Politiker (NSDAP), MdL                                                              | 77    |       |
| 1. April  | Sixten Sason                        | schwedischer Designer und Illustrator                                                                      | 55    |       |
| 1. April  | Walther Vetter                      | deutscher Musikwissenschaftler                                                                             | 75    |       |
| 1. April  | Albert Windisch                     | deutscher Maler, Akademieprofessor und Typograph                                                           | 88    |       |
| 2. April  | Laura Evangelista Alvarados Cardozo | venezolanische Ordensschwester und Ordensgründerin                                                         | 91    |       |
| 2. April  | Albert Gustav Bunge                 | deutscher Metall-, Emailkünstler und Maler in Emmering bei Fürstenfeldbruck                                | 73    |       |
| 2. April  | Victor A. Gangelin                  | US-amerikanischer Artdirector und Szenenbildner                                                            | 68    |       |
| 2. April  | Richard Peterson                    | norwegischer Tennisspieler                                                                                 | 83    |       |
| 3. April  | Paul Schwabe                        | deutscher Archivar                                                                                         | 77    |       |
| 3. April  | Daniel Thulesius                    | deutscher Architekt und Hochschullehrer                                                                    | 77    |       |
| 4. April  | Lulu Basler                         | deutsche Sängerin und Schauspielerin                                                                       | 58    |       |
| 4. April  | Guy Chamberlin                      | US-amerikanischer Footballspieler                                                                          | 73    |       |
| 4. April  | Hanns Hübl                          | österreichischer Maler und Zeichner                                                                        | 69    |       |
| 4. April  | Hermann Mörth                       | österreichischer Journalist, politischer Kommentator und Buchautor                                         | 57    |       |
| 4. April  | Héctor Scarone                      | uruguayischer Fußballspieler und -trainer                                                                  | 68    |       |
| 4. April  | Karl Emil Schabinger von Schowingen | deutscher Diplomat und Orientalist                                                                         | 89    |       |
| 5. April  | Ernst Buchholz                      | deutscher Jurist                                                                                           | 61    |       |
| 5. April  | Ernst Hendrik Buchner               | niederländischer Chemiker                                                                                  | 86    |       |
| 5. April  | Mischa Elman                        | US-amerikanischer Violinist                                                                                | 76    |       |
| 5. April  | Johan Falkberget                    | norwegischer Schriftsteller                                                                                | 87    |       |
| 5. April  | Herbert Johnston                    | britischer Langstreckenläufer                                                                              | 64    |       |
| 5. April  | Richard Ernst Moser                 | Hamburger Kaufmann und Gerechter unter den Völkern                                                         | 81    |       |
| 5. April  | Hermann Joseph Muller               | US-amerikanischer Biologe und Genetiker, Nobelpreisträger                                                  | 76    |       |
| 5. April  | Hans Sachtleben                     | deutscher Zoologe                                                                                          | 73    |       |
| 5. April  | Vinzenz Übeleis                     | österreichischer Politiker (SPÖ), Landtagsabgeordneter, Abgeordneter zum Nationalrat                       | 77    |       |
| 6. April  | Fritz Maskos                        | deutscher Bildhauer                                                                                        | 70    |       |
| 6. April  | William White                       | US-amerikanischer Eisenbahnmanager                                                                         | 70    |       |
| 7. April  | Martin Persson Nilsson              | schwedischer klassischer Philologe und Religionshistoriker                                                 | 92    |       |
| 7. April  | Romuald Pramberger                  | österreichischer Volkskundler und Schriftsteller                                                           | 89    |       |
| 7. April  | Gilbert Westacott Reynolds          | südafrikanischer Botaniker                                                                                 | 71    |       |
| 7. April  | Helmut Schlüter                     | deutscher Gewerkschafter und Politiker (SPD), MdB                                                          | 41    |       |
| 8. April  | Elisabeth Crodel                    | deutsche Malerin und Kunsthandwerkerin                                                                     | 69    |       |
| 8. April  | Hermann Leupold                     | Funktionär der Arbeiterbewegung und Publizist                                                              | 66    |       |
| 8. April  | Fritz Lück                          | deutscher Filmarchitekt, Bühnenbildner und Maler                                                           | 86    |       |
| 8. April  | Martin Porkay                       | ungarischer Kunstexperte                                                                                   | 77    |       |
| 08. April | Robert Schöffthaler                 | österreichischer Sprinter und Hürdenläufer                                                                 | 84    |       |
| 9. April  | Norman Brownlee                     | US-amerikanischer Jazzmusiker (Piano, auch Saxophon, Komposition)                                          | 71    |       |
| 9. April  | August Heinroth                     | deutscher Jurist                                                                                           | 91    |       |
| 9. April  | Thomas Humphreys                    | britischer Langstreckenläufer                                                                              | 76    |       |
| 9. April  | Radim Kettner                       | tschechischer Geologe                                                                                      | 75    |       |
| 9. April  | Karl Klages                         | deutscher Politiker (CDU) und Mitglied der Bremischen Bürgerschaft                                         | 85    |       |
| 9. April  | Fritz Marrenbach                    | deutscher Politiker (NSDAP), MdR, MdL                                                                      | 70    |       |
| 9. April  | Alfred Prang                        | deutscher Ministerialbeamter                                                                               | 79    |       |
| 9. April  | Paul Schmidt                        | deutscher Richter und Ministerialbeamter                                                                   | 81    |       |
| 10. April | Paul Assmann                        | deutscher Geologe                                                                                          | 86    |       |
| 10. April | Oscar Chisini                       | italienischer Mathematiker                                                                                 | 78    |       |
| 10. April | Alfred Felber                       | Schweizer Ruderer                                                                                          | 80    |       |
| 10. April | Carl Ihmels                         | deutscher evangelisch-lutherischer Theologe und Publizist                                                  | 78    |       |
| 10. April | Paul Lärtz                          | deutscher Politiker (USPD, SPD)                                                                            | 82    |       |
| 10. April | Walter Tuchscheerer                 | deutscher marxistischer Ökonom                                                                             | 38    |       |
| 11. April | Roman Gutscher                      | österreichischer Politiker, Landtagsabgeordneter, Mitglied des Bundesrates                                 | 69    |       |
| 11. April | Nicola Moufang                      | deutscher Jurist und Kunsthistoriker                                                                       | 80    |       |
| 11. April | Murata Shūgyo                       | japanischer Lyriker                                                                                        | 77    |       |
| 11. April | Alfred Nagel                        | württembergischer Landrat                                                                                  | 71    |       |
| 11. April | Alfred Orel                         | österreichischer Musikwissenschaftler                                                                      | 77    |       |
| 11. April | Donald Sangster                     | jamaikanischer Politiker, zweiter Premierminister von Jamaika                                              | 55    |       |
| 11. April | Ernst Schlange                      | deutscher Landwirt und Politiker (NSDAP), MdR                                                              | 78    |       |
| 12. April | Buster Bailey                       | US-amerikanischer Jazz-Klarinettist und Saxophonist des Oldtime Jazz und des Swing                         | 64    |       |
| 12. April | Wilhelm Brüggeboes                  | deutscher Theologe und Autor                                                                               | 48    |       |
| 12. April | Hans Friedrich                      | deutscher Kunstmaler und Illustrator                                                                       | 79    |       |
| 12. April | Lazarus Furian                      | österreichischer Politiker und Bäckermeister                                                               | 85    |       |
| 12. April | Alfred Heurich                      | deutscher Erfinder                                                                                         | 84    |       |
| 12. April | Naum Jasny                          | russisch-amerikanischer Ökonom                                                                             | 84    |       |
| 12. April | Antanas Kvedaras                    | litauischer Forstbeamter, sowjetlitauischer Forstwissenschaftler und Politiker                             | 79    |       |
| 12. April | Kubota Utsubo                       | japanischer Schriftsteller                                                                                 | 89    |       |
| 12. April | Edwin Percy Phillips                | südafrikanischer Botaniker                                                                                 | 83    |       |
| 12. April | Adrian Rotter                       | österreichischer Diplomat                                                                                  | 69    |       |
| 12. April | Alfons Übelhör                      | österreichischer Rundfunkmanager und Politiker (ÖVP), Mitglied des Bundesrates                             | 61    |       |
| 12. April | Clemens Wilmenrod                   | deutscher Schauspieler und erster deutscher Fernsehkoch                                                    | 60    |       |
| 13. April | Hans Bergen                         | österreichischer Schauspieler                                                                              | 64    |       |
| 13. April | Nicole Berger                       | französische Schauspielerin                                                                                | 32    |       |
| 13. April | Arthur Brandt                       | deutscher General                                                                                          | 79    |       |
| 13. April | Luis Somoza Debayle                 | nicaraguanischer Präsident (1956–1963)                                                                     | 44    |       |
| 13. April | Walter Emmerich                     | deutscher Volkswirt und Nationalsozialist                                                                  | 71    |       |
| 13. April | Luigi Lurati                        | Schweizer Maler                                                                                            | 31    |       |
| 13. April | Karl Panzenbeck                     | österreichischer humoristischer Autor und Vortragskünstler                                                 | 68    |       |
| 13. April | Georg Richter                       | deutscher Gewerkschafter und Politiker (SPD), MdL                                                          | 75    |       |
| 13. April | Christian Stock                     | deutscher Politiker (SPD), MdL und erster Ministerpräsident von Hessen                                     | 82    |       |
| 14. April | Ferdinand Buchanan                  | südafrikanischer Sportschütze                                                                              | 79    |       |
| 14. April | Ludwig Hartmann                     | Pfälzer Mundartdichter                                                                                     | 86    |       |
| 14. April | Harold Switzer                      | US-amerikanischer Filmschauspieler                                                                         | 42    |       |
| 15. April | Albert Jedwabski                    | polnischer Politiker in Danzig und NS-Opfer                                                                | 76    |       |
| 15. April | Heinrich von Kozierowski            | deutscher Politiker (NSDAP), MdR                                                                           | 77    |       |
| 15. April | William E. Ladd                     | US-amerikanischer Chirurg                                                                                  | 86    |       |
| 15. April | Eugen Moufang                       | deutscher Jurist und niedergelassener Rechtsanwalt                                                         | 78    |       |
| 15. April | Emil Müller                         | deutscher Landwirt und Politiker (SPD), MdL                                                                | 77    |       |
| 15. April | Totò                                | italienischer Schauspieler                                                                                 | 69    |       |
| 15. April | Gerhard Ziegler                     | deutscher Architekt und Raumplaner                                                                         | 65    |       |
| 16. April | Johann Eichinger                    | österreichischer Politiker (CS, VF, ÖVP), Abgeordneter zum Nationalrat                                     | 80    |       |
| 16. April | Leo Elthon                          | US-amerikanischer Politiker                                                                                | 68    |       |
| 16. April | Paul Oszmella                       | deutscher Radrennfahrer                                                                                    | 63    |       |
| 16. April | Werner Riemerschmid                 | österreichischer Dramaturg und Regisseur                                                                   | 71    |       |
| 16. April | Kurt Wiesner                        | deutscher evangelisch-lutherischer Theologe und Hochschullehrer                                            | 60    |       |
| 16. April | Bruno Zeschke                       | deutscher Politiker (DVP), MdR                                                                             | 85    |       |
| 17. April | Henry Red Allen                     | US-amerikanischer Jazz-Trompeter                                                                           | 59    |       |
| 17. April | Frederick Marshman Bailey           | britischer Offizier und Forschungsreisender                                                                | 85    |       |
| 17. April | Giorgio Cesana                      | italienischer Ruderer                                                                                      | 75    |       |
| 17. April | Kurt Ehrle                          | deutscher Theater- und Filmschauspieler                                                                    | 82    |       |
| 17. April | Gustav Hedenvind-Eriksson           | schwedischer Schriftsteller                                                                                | 86    |       |
| 17. April | Krikor Hindié                       | Erzbischof der Armenisch-katholischen Kirche von Aleppo                                                    | 76    |       |
| 17. April | Emmanuel Kotoka                     | ghanaischer Militärführer und Mitglied der Militärjunta in Ghana 1966                                      | 40    |       |
| 17. April | Wassyl Kutscher                     | ukrainischer Schriftsteller                                                                                | 55    |       |
| 17. April | John Newman                         | kanadischer Eishockeyspieler                                                                               | 56    |       |
| 17. April | Erik Sökjer-Petersén                | schwedischer Sportschütze                                                                                  | 79    |       |
| 17. April | Marvin Thomson                      | US-amerikanischer Radrennfahrer                                                                            | 44    |       |
| 18. April | Otto Brües                          | deutscher Schriftsteller                                                                                   | 69    |       |
| 18. April | Friedrich Heiler                    | deutscher Philosoph und Religionswissenschaftler                                                           | 75    |       |
| 18. April | Alfred Hetschko                     | deutsch-österreichischer Musikpädagoge, Dirigent und Komponist                                             | 68    |       |
| 18. April | Gustav Krüger                       | Gewerkschafter und Politiker (SPD), MdL                                                                    | 81    |       |
| 18. April | Ernst Lakenbacher                   | österreichischer Journalist, Autor, Gewerkschafter und Arbeiterkammerfunktionär                            | 75    |       |
| 18. April | Karl Miller                         | deutscher Fußballspieler                                                                                   | 53    |       |
| 18. April | László Vadnay                       | ungarischer Schriftsteller und Drehbuchautor                                                               | 62    |       |
| 19. April | Konrad Adenauer                     | deutscher Politiker (Zentrum, CDU), MdL MdB, 1949–1963 Bundeskanzler                                       | 91    |       |
| 19. April | Josef Kozeny                        | österreichischer Bauingenieur                                                                              | 78    |       |
| 19. April | Helmuth Zander                      | deutscher Politiker (GB/BHE), MdL                                                                          | 78    |       |
| 20. April | Piet de Jong                        | britisch-niederländischer Künstler                                                                         | 79    |       |
| 20. April | Friedrich Keiter                    | österreichischer Anthropologe                                                                              | 60    |       |
| 20. April | Hans Meinzolt                       | deutscher Politiker                                                                                        | 79    |       |
| 21. April | Édouard Commette                    | französischer Organist und Komponist                                                                       | 84    |       |
| 21. April | André Danjon                        | französischer Astronom                                                                                     | 77    |       |
| 21. April | Wilhelm Droll                       | deutscher Politiker (Zentrum, CDU), MdL                                                                    | 73    |       |
| 21. April | Torsten Friis                       | schwedischer Generalleutnant                                                                               | 84    |       |
| 21. April | Iwan Krypjakewytsch                 | ukrainischer Historiker                                                                                    | 80    |       |
| 21. April | Romain Moyersoen                    | belgischer Politiker und Senatspräsident                                                                   | 96    |       |
| 21. April | Rudolf Neubeck                      | deutscher Rechtsanwalt, Politiker (CDU) und MdL                                                            | 68    |       |
| 21. April | Wolfgang Steinitz                   | deutscher Linguist und Volkskundler                                                                        | 62    |       |
| 21. April | Somerville Pinkney Tuck             | US-amerikanischer Diplomat                                                                                 | 75    |       |
| 22. April | Auguste Bailly                      | französischer Autor, Historiker und Romanist                                                               | 89    |       |
| 22. April | Tom Conway                          | britischer Schauspieler und Hörspielsprecher                                                               | 62    |       |
| 22. April | Edson H. Deal                       | US-amerikanischer Politiker                                                                                | 63    |       |
| 22. April | Walter Macken                       | irischer Autor und Schauspieler                                                                            | 51    |       |
| 22. April | Ludwig Misch                        | deutscher Musikologe                                                                                       | 79    |       |
| 22. April | Leo Monosson                        | deutscher Schlagersänger der Weimarer Zeit                                                                 | 69    |       |
| 22. April | Iona Timofejewitsch Nikittschenko   | sowjetischer Richter am Internationalen Militärgerichtshof in Nürnberg bei den Nürnberger Prozessen        | 71    |       |
| 22. April | James A. Roe                        | US-amerikanischer Offizier, Jurist und Politiker                                                           | 70    |       |
| 23. April | Max Breitenöder                     | deutscher Wasserbauingenieur und Hochschullehrer                                                           | 58    |       |
| 23. April | Carl Guthrie                        | US-amerikanischer Kameramann                                                                               | 61    |       |
| 23. April | Karl von Kageneck                   | preußischer Generalmajor und Militärattaché                                                                | 95    |       |
| 23. April | Heinrich Kiel                       | niederländischer Landschafts- und Porträtmaler                                                             | 89    |       |
| 23. April | John McGough                        | britischer Mittelstreckenläufer                                                                            | 90    |       |
| 23. April | Hein Mück                           | Bremerhavener Stadtoriginal                                                                                | 71    |       |
| 23. April | Edgar Neville                       | spanischer Filmregisseur, Produzent und Drehbuchautor                                                      | 67    |       |
| 23. April | Joseph Peroteaux                    | französischer Florettfechter                                                                               | 84    |       |
| 23. April | Karl Retzlaff                       | deutscher Generalleutnant der Polizei und SS-Gruppenführer                                                 | 76    |       |
| 23. April | Kurt Seligmann                      | deutscher Gerechter unter den Völkern                                                                      | 70    |       |
| 23. April | Danilo Stojanović                   | serbisch-jugoslawischer Fußballtorhüter und -trainer                                                       | 89    |       |
| 23. April | Dorothea Stroschein                 | deutsche Malerin                                                                                           | 83    |       |
| 24. April | Cor Alons                           | niederländischer Innenarchitekt und Produktdesigner                                                        | 74    |       |
| 24. April | Joseph Boxhall                      | Vierter Offizier der Titanic und Marineoffizier im Ersten Weltkrieg                                        | 83    |       |
| 24. April | Enrico Dante                        | italienischer Geistlicher und Kardinal der römisch-katholischen Kirche                                     | 82    |       |
| 24. April | Wladimir Michailowitsch Komarow     | sowjetischer Kosmonaut                                                                                     | 40    |       |
| 24. April | Thaddée Anselme Lê Hữu Từ           | vietnamesischer Geistlicher, katholischer Bischof                                                          | 69    |       |
| 24. April | Placido Mapa                        | philippinischer Politiker und Unternehmer                                                                  | 66    |       |
| 24. April | Charlie Margulis                    | US-amerikanischer Jazzmusiker                                                                              | 64    |       |
| 24. April | Elizabeth Meehan                    | britische Drehbuchautorin                                                                                  | 72    |       |
| 24. April | Fred C. Newmeyer                    | US-amerikanischer Schauspieler und Filmregisseur, ein Veteran der stummen Slapstick-Komödie                | 78    |       |
| 24. April | Frank Overton                       | US-amerikanischer Schauspieler                                                                             | 49    |       |
| 24. April | Leszek Pawłowski                    | polnischer Skispringer                                                                                     | 71    |       |
| 24. April | Ida Presti                          | französische Gitarristin und Komponistin                                                                   | 42    |       |
| 24. April | Fritz Pringsheim                    | deutscher Rechtswissenschaftler                                                                            | 84    |       |
| 24. April | Robert Richards                     | australischer Politiker (Labor Party), Premierminister von South Australia                                 | 81    |       |
| 24. April | Mela Spira                          | österreichische Schauspielerin und Schriftstellerin                                                        | 73    |       |
| 25. April | Ludwig Kainer                       | deutscher Grafiker, Zeichner, Maler, Illustrator, Filmarchitekt und Kostümbildner                          | 81    |       |
| 25. April | Emile Maret                         | französischer Automobilrennfahrer                                                                          | 69    |       |
| 25. April | Martin Migeot                       | deutscher Politiker (FDP), MdL                                                                             | 69    |       |
| 25. April | James Strachey                      | britischer Psychoanalytiker                                                                                | 79    |       |
| 25. April | Willi Umminger                      | deutscher Schauspieler                                                                                     |       |       |
| 26. April | Jean-Alexandre Barré                | französischer Neurologe                                                                                    | 86    |       |
| 26. April | Siegfried Charoux                   | österreichisch-britischer Bildhauer, Maler, Zeichner und Karikaturist                                      | 70    |       |
| 26. April | Fritz Klauck                        | deutscher Journalist und Politiker (CDU), MdA                                                              | 44    |       |
| 26. April | Walter Lütgehetmann                 | deutscher Billardspieler                                                                                   | 53    |       |
| 26. April | George Sawley                       | US-amerikanischer Artdirector und Szenenbildner                                                            | 63    |       |
| 27. April | Harry Bagge                         | englischer Fußballspieler und -trainer                                                                     | 70    |       |
| 27. April | Wilhelm Dornblüth                   | deutscher lutherischer Geistlicher, Landessuperintendent des Sprengels Lüneburg                            | 71    |       |
| 27. April | Victor zu Erbach-Schönberg          | deutscher Diplomat und Adliger                                                                             | 86    |       |
| 27. April | Josef Hempelmann                    | deutscher Politiker (CDU), MdL                                                                             | 73    |       |
| 27. April | Jakob Nüesch                        | Schweizer Stickereifabrikant und Politiker                                                                 | 75    |       |
| 27. April | Fritz Reuther                       | deutscher Industrieller und NS-Wirtschaftsführer                                                           | 84    |       |
| 28. April | Claus Hinkelbein                    | deutscher Stuka-Pilot der Wehrmacht und Offizier, zuletzt im Dienstgrad eines Generalmajors der Bundeswehr | 57    |       |
| 28. April | Joseph Mostert                      | belgischer Mittelstreckenläufer                                                                            | 54    |       |
| 28. April | Gustav Röbelen                      | deutscher Funktionär, Abteilungsleiter des ZK der SED                                                      | 62    |       |
| 28. April | Joseph Caspar Witsch                | deutscher Bibliothekar und Verleger                                                                        | 60    |       |
| 29. April | Seán Casey                          | irischer Politiker                                                                                         | 44    |       |
| 29. April | Heinrich Comploj                    | österreichischer Maler und Lehrer                                                                          | 88    |       |
| 29. April | J. B. Lenoir                        | US-amerikanischer Blues-Gitarrist                                                                          | 38    |       |
| 29. April | Walter Löffler                      | deutscher Politiker (SPD), MdA                                                                             | 66    |       |
| 29. April | Anthony Mann                        | US-amerikanischer Filmregisseur                                                                            | 60    |       |
| 29. April | Will Meisel                         | deutscher Tänzer, Komponist und Verlagsgründer                                                             | 69    |       |
| 29. April | John Edgar Platt                    | englischer Maler und Holzschnitzer                                                                         | 80    |       |
| 29. April | Erwin Steinmaßl                     | österreichischer Politiker (SPÖ), Abgeordneter zum Nationalrat                                             | 42    |       |
| 29. April | Claude R. Wickard                   | US-amerikanischer Politiker                                                                                | 74    |       |
| 29. April | Hans Zank                           | deutscher Maler und Grafiker                                                                               | 77    |       |
| 30. April | Johann Giegerl                      | österreichischer Politiker (SPÖ), Abgeordneter zum Nationalrat                                             | 70    |       |
| April     | Sam English                         | nordirischer Fußballspieler                                                                                | 58    |       |
| April     | Robert Klein                        | staatenloser Philosoph und Kunsthistoriker                                                                 | 48    |       |

## Mai
| Tag     | Name                                | Beruf, bekannt als                                                                                              | Alter | Beleg |
| ------- | ----------------------------------- | --- | ----- | ----- |
| 1. Mai  | Direk Jayanama                      | thailändischer Politiker und Diplomat                                                                           | 62    |       |
| 1. Mai  | Agapios Salomon Naoum               | libanesischer Erzbischof                                                                                        | 84    |       |
| 1. Mai  | Maria Probst                        | deutsche Politikerin (CSU), MdL, MdB, MdEP                                                                      | 64    |       |
| 1. Mai  | Heinrich Sommer                     | saarländischer Politiker                                                                                        | 71    |       |
| 2. Mai  | Sinowi Markowitsch Birnow           | sowjetischer Schachkomponist                                                                                    | 56    |       |
| 2. Mai  | Robert Daniel Carmichael            | US-amerikanischer Mathematiker                                                                                  | 88    |       |
| 2. Mai  | Ernst Friedrich                     | anarchistischer Pazifist                                                                                        | 73    |       |
| 2. Mai  | Wilhelm Schröder                    | deutscher Funktionär und Politiker (DBD), Minister für Land- und Forstwirtschaft der DDR                        | 53    |       |
| 2. Mai  | Bernhard Witt                       | deutscher Politiker (SPD), MdL                                                                                  | 68    |       |
| 3. Mai  | Milton Angier                       | US-amerikanischer Speerwerfer                                                                                   | 67    |       |
| 3. Mai  | Walter Bechmann                     | deutscher Schauspieler                                                                                          | 79    |       |
| 3. Mai  | Josef Brenner                       | deutscher Politiker (CDU), MdL, MdB                                                                             | 67    |       |
| 3. Mai  | Hans Eisele                         | deutscher KZ-Arzt                                                                                               | 54    |       |
| 3. Mai  | Cort Jacobsen                       | dänischer Maler                                                                                                 | 56    |       |
| 3. Mai  | Hans Orlowski                       | deutscher Maler und Holzschneider                                                                               | 73    |       |
| 3. Mai  | Johann Seits                        | österreichischer Marine- und Landschaftsmaler                                                                   | 80    |       |
| 3. Mai  | Ernst Wollweber                     | deutscher Politiker (KPD, SED), MdR, MdV, Minister für Staatssicherheit in der DDR                              | 68    |       |
| 4. Mai  | Gerhardt Ahl                        | deutscher Komponist                                                                                             | 54    |       |
| 4. Mai  | Samuel Eichelbaum                   | argentinischer Schriftsteller                                                                                   | 72    |       |
| 4. Mai  | Oskar Juritko                       | deutscher Politiker (SPD), Mitglied der Stadtverordnetenversammlung von Groß-Berlin                             | 77    |       |
| 4. Mai  | Dhimitër Pasko                      | albanischer Schriftsteller und Übersetzer                                                                       | 59    |       |
| 4. Mai  | Matti Ritola                        | finnischer Skilangläufer                                                                                        | 65    |       |
| 4. Mai  | Eberhard Viegener                   | deutscher Expressionist, Maler und Grafiker                                                                     | 76    |       |
| 5. Mai  | Robert Lee Davis                    | US-amerikanischer Politiker                                                                                     | 73    |       |
| 5. Mai  | Heinz von Diringshofen              | deutscher Luftfahrtmediziner                                                                                    | 67    |       |
| 5. Mai  | Owen Thomas Jones                   | britischer Geologe                                                                                              | 89    |       |
| 5. Mai  | Jean Laroche                        | französischer Autorennfahrer                                                                                    | 52    |       |
| 5. Mai  | Adolf Mehler                        | deutscher Lehrer                                                                                                | 82    |       |
| 5. Mai  | Max Schneider                       | deutscher Musikhistoriker                                                                                       | 91    |       |
| 6. Mai  | Wayman Carver                       | US-amerikanischer Jazz-Altsaxophonist und -Flötist                                                              | 61    |       |
| 6. Mai  | Darja Collin                        | niederländisch-italienische Tänzerin                                                                            | 64    |       |
| 6. Mai  | Lorin Grignon                       | US-amerikanischer Tontechniker und Oscar-Preisträger                                                            | 63    |       |
| 6. Mai  | Ludwig Hilberseimer                 | Architekt und Stadtplaner                                                                                       | 81    |       |
| 6. Mai  | Antoon Spinoy                       | belgischer Politiker                                                                                            | 60    |       |
| 6. Mai  | Zhou Zuoren                         | chinesischer Übersetzer und Autor                                                                               | 82    |       |
| 7. Mai  | Anne Bauchens                       | US-amerikanische Filmeditorin                                                                                   | 85    |       |
| 7. Mai  | Max Braun                           | US-amerikanischer Tauzieher                                                                                     | 84    |       |
| 7. Mai  | Otto Ernst                          | Schweizer Maler                                                                                                 | 82    |       |
| 7. Mai  | Judith Evelyn                       | US-amerikanische Theater- und Filmschauspielerin                                                                | 58    |       |
| 7. Mai  | Christoph Otto Müller               | deutscher Philatelist und Bibliotheksleiter                                                                     | 72    |       |
| 7. Mai  | Peter Ostermayr                     | deutscher Filmproduzent                                                                                         | 84    |       |
| 7. Mai  | Rudolf Popper                       | österreichischer Maler                                                                                          | 94    |       |
| 7. Mai  | Erik Wallerius                      | schwedischer Segler                                                                                             | 89    |       |
| 8. Mai  | LaVerne Sofie Andrews               | US-amerikanische Sängerin, Mitglied von The Andrews Sisters                                                     | 55    |       |
| 8. Mai  | John King Davis                     | australischer Navigator und Forschungsreisender                                                                 | 83    |       |
| 8. Mai  | Raymond R. Earhart                  | US-amerikanischer Händler, Bergbauentwickler und Politiker                                                      | 88    |       |
| 8. Mai  | Luise Federn-Staudinger             | deutsche Bildhauerin                                                                                            | 87    |       |
| 8. Mai  | Ottmar von Fuehrer                  | österreichisch-US-amerikanischer Maler und Illustrator                                                          | 71    |       |
| 8. Mai  | Josef Kowner                        | polnisch-schwedischer Karikaturist und Maler                                                                    | 71    |       |
| 8. Mai  | Barbara Payton                      | US-amerikanische Schauspielerin                                                                                 | 39    |       |
| 8. Mai  | Paul Pratt                          | kanadischer Komponist, Klarinettist und Pianist, Dirigent und Musikpädagoge                                     | 72    |       |
| 8. Mai  | Elmer Rice                          | US-amerikanischer (1879–1967)Schriftsteller                                                                     | 74    |       |
| 9. Mai  | Wallace A. Carlson                  | US-amerikanischer Comiczeichner und Zeichentrickfilmer                                                          | 73    |       |
| 9. Mai  | Oskar Hergt                         | deutscher Jurist, Verwaltungsbeamter und Politiker (DNVP), MdR, Stellvertretender Reichskanzler, Reichsminis... | 97    |       |
| 9. Mai  | Leo Lanckoroński                    | deutscher Richter, Photograph und Übersetzer                                                                    | 83    |       |
| 9. Mai  | Philippa Schuyler                   | US-amerikanische Pianistin, Autorin und Journalistin                                                            | 35    |       |
| 10. Mai | Lorenzo Bandini                     | italienischer Autorennfahrer                                                                                    | 31    |       |
| 10. Mai | Hermann Blume                       | deutscher Komponist und NS-Funktionär                                                                           | 75    |       |
| 10. Mai | Arthur Carron                       | englischer Opernsänger (Tenor)                                                                                  | 66    |       |
| 10. Mai | Karl Einhart                        | deutscher Maler                                                                                                 | 82    |       |
| 10. Mai | George Jenkins                      | US-amerikanischer Jazzmusiker (Schlagzeug)                                                                      | 55    |       |
| 11. Mai | Victor von Alten                    | deutscher Offizier und nationalsozialistischer Funktionsträger                                                  | 86    |       |
| 11. Mai | Hans Wilhelm Bracher                | Schweizer Verbindungsoffizier im Zweiten Weltkrieg                                                              | 63    |       |
| 11. Mai | Maximilian von Cossel               | deutscher Fliegeroffizier                                                                                       | 74    |       |
| 11. Mai | Ludwig Kieffer                      | deutscher Mundartdichter und Linguist                                                                           | 73    |       |
| 11. Mai | Hans Latscha                        | deutscher Rugbyspieler                                                                                          | 86    |       |
| 11. Mai | Heinrich Reinköster                 | deutscher Politiker (SPD), MdL                                                                                  | 70    |       |
| 11. Mai | Lew Romanowitsch Scheinin           | sowjetischer Jurist, Schriftsteller und Filmszenarist                                                           | 61    |       |
| 12. Mai | Joseph Gerald Berry                 | kanadischer Geistlicher und römisch-katholischer Erzbischof von Halifax                                         | 64    |       |
| 12. Mai | Julius Kalaš                        | tschechischer Komponist                                                                                         | 64    |       |
| 12. Mai | John Masefield                      | englischer Autor                                                                                                | 88    |       |
| 12. Mai | Henry Nielsen                       | dänischer Schauspieler                                                                                          | 76    |       |
| 12. Mai | Willi Winkler                       | deutscher Fußballspieler                                                                                        | 63    |       |
| 12. Mai | Josef Zangel                        | österreichischer Politiker (Landbund), Abgeordneter zum Nationalrat, Mitglied des Bundesrates                   | 83    |       |
| 13. Mai | Edmund F. Cooke                     | US-amerikanischer Politiker                                                                                     | 82    |       |
| 13. Mai | Lance Sharkey                       | Generalsekretär der Communist Party of Australia (1930–1949)                                                    | 68    |       |
| 14. Mai | Fausto Acke                         | schwedischer Turner                                                                                             | 69    |       |
| 14. Mai | Richard Bühler                      | Schweizer Textilfabrikant, Kunstsammler und Mäzen                                                               | 87    |       |
| 14. Mai | Renzo De Vecchi                     | italienischer Fußballspieler und -trainer                                                                       | 73    |       |
| 14. Mai | Anton Wladimirowitsch Dumanski      | sowjetischer Chemiker ukrainischer Herkunft und einer der Begründer der Kolloidchemie in der Sowjetunion        | 86    |       |
| 14. Mai | Johannes Baptist Ferdinand          | deutscher Heimatforscher und Rechtswissenschaftler                                                              | 87    |       |
| 14. Mai | Walter Friedeberger                 | deutscher Arzt, Verbandsfunktionär und Gesundheitspolitiker, MdV                                                | 68    |       |
| 14. Mai | Michael Gold                        | US-amerikanischer Schriftsteller                                                                                | 73    |       |
| 14. Mai | Osvaldo Moles                       | brasilianischer Autor, Journalist und Hörfunkmoderator                                                          | 54    |       |
| 14. Mai | Ernst Thommen                       | Schweizer Fußballfunktionär                                                                                     | 68    |       |
| 14. Mai | Karl Theodor zu Toerring-Jettenbach | bayerischer Unternehmer                                                                                         | 66    |       |
| 14. Mai | George Treadwell                    | US-amerikanischer Jazz-Trompeter, Komponist und Musikmanager                                                    | 47    |       |
| 14. Mai | Hans Wagner                         | deutscher Generalleutnant im Zweiten Weltkrieg                                                                  | 71    |       |
| 14. Mai | William Weisband                    | US-amerikanischer Spion                                                                                         | 58    |       |
| 15. Mai | Ursula Aarburg                      | deutsche Musikwissenschaftlerin                                                                                 | 43    |       |
| 15. Mai | Rudolf Buchfelder                   | österreichischer Wasserballspieler                                                                              | 83    |       |
| 15. Mai | Walter Furtwängler                  | deutscher Bergsteiger                                                                                           | 79    |       |
| 15. Mai | Edward Hopper                       | US-amerikanischer Maler                                                                                         | 84    |       |
| 15. Mai | Opal Kunz                           | US-amerikanische Pilotin, Feministin                                                                            | 72    |       |
| 15. Mai | Hans Nierzwicki                     | deutscher SS-Unterscharführer und Sanitätsdienstgrad in Auschwitz-Monowitz                                      | 62    |       |
| 15. Mai | Tudor Paraschiva                    | rumänischer Fußballspieler                                                                                      | 47    |       |
| 16. Mai | Harry Christlieb                    | deutscher Bildhauer                                                                                             | 80    |       |
| 16. Mai | Clara Giveen                        | nordirisch-britische Suffragette und Brandstifterin                                                             | 79    |       |
| 16. Mai | Erich Hasenclever                   | deutscher Genremaler und Landschaftsmaler sowie Radierer der Düsseldorfer Schule                                | 80    |       |
| 16. Mai | Ernst Philipp Jacob                 | deutscher Politiker (FDP, BHE), MdL                                                                             | 81    |       |
| 16. Mai | Otto Janssen                        | deutscher Philosoph                                                                                             | 83    |       |
| 16. Mai | Franz Leschnitzer                   | deutscher Publizist, Journalist, Lyriker und Pazifist                                                           | 62    |       |
| 16. Mai | Agnes Nielsen                       | deutsche Politikerin (KPD), MdL                                                                                 | 72    |       |
| 17. Mai | Paula Blank                         | deutsche Bibliothekarin                                                                                         | 80    |       |
| 17. Mai | Diedrich Hahn                       | deutscher Kaufmann und Reeder                                                                                   | 83    |       |
| 17. Mai | Heinz Hohner                        | deutscher Politiker (CSU), Bürgermeister der Stadt Augsburg                                                     | 60    |       |
| 17. Mai | Péter Palotás                       | ungarischer Fußballspieler                                                                                      | 37    |       |
| 17. Mai | Albert Petersen                     | deutscher Politiker                                                                                             | 74    |       |
| 17. Mai | Ljubow Schaporina                   | russische bzw. sowjetische Malerin und Übersetzerin                                                             | 87    |       |
| 17. Mai | Marian Seyda                        | polnischer Journalist und Politiker                                                                             | 87    |       |
| 17. Mai | John Wesley Work III                | US-amerikanischer Komponist, Pädagoge, Chorleiter und Musikwissenschaftler                                      | 65    |       |
| 18. Mai | Andy Clyde                          | britischer Schauspieler und Komiker                                                                             | 75    |       |
| 18. Mai | Joaquim Domingues de Oliveira       | portugiesischer Geistlicher, Erzbischof von Florianópolis                                                       | 88    |       |
| 18. Mai | Jakob Fried                         | österreichischer römisch-katholischer Geistlicher und Autor                                                     | 81    |       |
| 18. Mai | F. Otto Hoppe                       | deutscher Industriedesigner                                                                                     | 84    |       |
| 18. Mai | Maurice Norland                     | französischer Langstrecken- und Hindernisläufer                                                                 | 65    |       |
| 18. Mai | Arno Spindler                       | deutscher Marineoffizier, zuletzt Konteradmiral im Zweiten Weltkrieg, Marineschriftsteller                      | 87    |       |
| 19. Mai | Louis Balart                        | französischer Automobilrennfahrer                                                                               | 79    |       |
| 19. Mai | Albert Blattmann                    | Schweizer Radrennfahrer                                                                                         | 62    |       |
| 19. Mai | Zeno Durrer                         | Schweizer Unternehmer                                                                                           | 82    |       |
| 19. Mai | Christian Giencke                   | deutscher Politiker (CDU), MdB                                                                                  | 70    |       |
| 19. Mai | Elmo Hope                           | US-amerikanischer Jazzpianist                                                                                   | 43    |       |
| 19. Mai | Ludwig Schlemmer                    | deutscher Politiker (CDU), MdL                                                                                  | 71    |       |
| 20. Mai | George B. Francis                   | US-amerikanischer Jurist und Politiker                                                                          | 83    |       |
| 20. Mai | Leonhard Grebe                      | deutscher Physiker                                                                                              | 83    |       |
| 20. Mai | Otto Leitolf                        | deutscher Architekt                                                                                             | 86    |       |
| 20. Mai | Otto Osterwald                      | deutscher Landwirt und Politiker (Zentrum), MdL                                                                 | 79    |       |
| 21. Mai | Nurettin Baransel                   | türkischer General                                                                                              |       |       |
| 21. Mai | Edouard Baumgartner                 | Schweizer Politiker                                                                                             | 74    |       |
| 21. Mai | Ilona Eibenschütz                   | österreichische Pianistin                                                                                       | 95    |       |
| 21. Mai | Emil Geörger                        | deutscher Landwirt und Politiker (CDU), MdL                                                                     | 55    |       |
| 21. Mai | Robert Grosche                      | deutscher römisch-katholischer Theologe                                                                         | 78    |       |
| 21. Mai | Franz Itting                        | deutscher Industriepionier                                                                                      | 91    |       |
| 21. Mai | Charles Ledoux                      | französischer Boxer                                                                                             | 74    |       |
| 21. Mai | Fritz Lendi                         | Schriftsteller, Verfasser von historischen Romanen, Journalist, Redaktor und Politiker                          | 70    |       |
| 21. Mai | Fritz Melsheimer                    | deutscher Weingutsbesitzer und Landrat im Landkreis Zell (Mosel)                                                | 79    |       |
| 21. Mai | Hugo Pfeil                          | deutscher römisch-katholischer Priester                                                                         | 81    |       |
| 21. Mai | Friedrich August Pinkerneil         | deutscher Wirtschaftsfunktionär, Politiker und Freimaurer                                                       | 77    |       |
| 21. Mai | Clara Stockmeyer                    | Schweizer Germanistin und Frauenrechtlerin                                                                      | 82    |       |
| 21. Mai | Friedrich Thieding                  | deutscher Arzt, Publizist und Präsident des Hartmannbundes                                                      | 73    |       |
| 21. Mai | Hulusi Fuat Tugay                   | türkischer Militär und Diplomat                                                                                 |       |       |
| 22. Mai | Alexei Alexandrowitsch Balandin     | sowjetischer Chemiker                                                                                           | 68    |       |
| 22. Mai | Elisabeth Frerichs                  | deutsche Politikerin (SPD), MdL                                                                                 | 83    |       |
| 22. Mai | Bertha Hintz                        | deutsche Malerin                                                                                                | 91    |       |
| 22. Mai | Langston Hughes                     | US-amerikanischer Schriftsteller                                                                                | 65    |       |
| 22. Mai | Josip Plemelj                       | slowenischer Mathematiker und Hochschullehrer                                                                   | 93    |       |
| 22. Mai | Carl-Alfred Schumacher              | deutscher Luftwaffenoffizier und Jagdflieger, deutscher Politiker (GB), MdL                                     | 71    |       |
| 23. Mai | Georg Bichler                       | deutscher Landwirt und Kommunalpolitiker                                                                        | 85    |       |
| 23. Mai | Arthur Graefe                       | deutscher Kulturpolitiker im Freistaat Sachsen                                                                  | 77    |       |
| 23. Mai | Lionel Groulx                       | kanadischer Geistlicher, römisch-katholischer Priester, Historiker und Vertreter des Québecer Nationalismus     | 89    |       |
| 23. Mai | Pieter Gunning                      | niederländischer Hockeyspieler                                                                                  | 53    |       |
| 23. Mai | Nathalie Kovanko                    | ukrainisch-russische Filmschauspielerin                                                                         | 67    |       |
| 23. Mai | Jens Peter Laursen                  | dänischer Turner                                                                                                | 79    |       |
| 23. Mai | Gustav Lohmann                      | deutscher evangelischer Pfarrer und Kirchenliederdichter                                                        | 91    |       |
| 23. Mai | Joseph-Enoil Michaud                | kanadischer Politiker                                                                                           | 78    |       |
| 23. Mai | Ernst Niekisch                      | deutscher Politiker (SED), MdV und Publizist                                                                    | 78    |       |
| 23. Mai | Carl-Henrik Norin                   | schwedischer Jazz- und Unterhaltungsmusiker (Saxophon, Komposition)                                             | 47    |       |
| 23. Mai | Arno Schmidt                        | deutscher Historiker und Volkskundler                                                                           | 87    |       |
| 23. Mai | Albert Schulze-Vellinghausen        | deutscher Kritiker, Buchhändler und Übersetzer                                                                  | 61    |       |
| 24. Mai | Len Apsey                           | walisischer Fußballspieler                                                                                      | 57    |       |
| 24. Mai | Wilhelm Geilmann                    | deutscher Chemiker und Hochschullehrer                                                                          | 76    |       |
| 24. Mai | Gerhard Hebborn                     | deutscher Politiker und Oberbürgermeister                                                                       | 88    |       |
| 24. Mai | Géza Lakatos                        | ungarischer General                                                                                             | 77    |       |
| 24. Mai | Şıxəli Qurbanov                     | aserbaidschanischer Staatsmann, Literaturwissenschaftler, Schriftsteller, Dichter und Dramatiker                | 41    |       |
| 25. Mai | Hermann Alker                       | deutscher Architekt                                                                                             | 82    |       |
| 25. Mai | Aroldo Berruti                      | italienischer Wasserballspieler                                                                                 | 64    |       |
| 25. Mai | Lidija Breslawez                    | russische bzw. sowjetische Zytologin und Zytogenetikerin                                                        | 84    |       |
| 25. Mai | Fritz Fries                         | deutscher Politiker (SPD), Regierungspräsident in Arnsberg                                                      | 80    |       |
| 25. Mai | Charles Momsen                      | US-amerikanischer Vizeadmiral                                                                                   | 70    |       |
| 25. Mai | Hubert Ritter                       | deutscher Architekt, Stadtplaner und Baubeamter                                                                 | 81    |       |
| 25. Mai | Flem D. Sampson                     | US-amerikanischer Politiker                                                                                     | 92    |       |
| 25. Mai | Pietro Sigismondi                   | italienischer Geistlicher, Kurienerzbischof der römisch-katholischen Kirche                                     | 59    |       |
| 26. Mai | Hans Ebeling                        | deutscher Historiker und Geschichtsdidaktiker                                                                   | 60    |       |
| 26. Mai | John Lyman                          | kanadischer Maler, Kunstkritiker und Lehrer                                                                     | 80    |       |
| 26. Mai | Gideon Ståhlberg                    | schwedischer Schach-Großmeister                                                                                 | 59    |       |
| 26. Mai | George E. Stone                     | polnisch-US-amerikanischer Schauspieler                                                                         | 64    |       |
| 26. Mai | Alexander Wiley                     | US-amerikanischer Politiker                                                                                     | 83    |       |
| 26. Mai | Herbert von Wolff                   | deutscher Verwaltungsbeamter, Verwaltungsrichter und Ministerialbeamter                                         | 80    |       |
| 27. Mai | Tilly Edinger                       | deutsche Paläontologin, Begründerin der Paläoneurologie in Deutschland                                          | 69    |       |
| 27. Mai | Paul Henckels                       | deutscher Schauspieler                                                                                          | 81    |       |
| 27. Mai | Irma Rothbart                       | ungarische Übersetzerin und Ärztin                                                                              | 70    |       |
| 27. Mai | Fritz Schmidt-Hoensdorf             | deutscher Veterinärmediziner und Zoo-Direktor                                                                   | 77    |       |
| 27. Mai | Joachim Tiburtius                   | deutscher Kulturpolitiker (CDU), MdA                                                                            | 77    |       |
| 27. Mai | Carlo Wiechmann                     | deutscher Oberbundesanwalt                                                                                      | 81    |       |
| 27. Mai | Georg Wink                          | deutscher Landrat                                                                                               | 72    |       |
| 28. Mai | Alexei Alexandrowitsch von Lampe    | russischer Offizier                                                                                             | 81    |       |
| 28. Mai | Verna B. Carleton                   | US-amerikanische Schriftstellerin und Journalistin                                                              | 53    |       |
| 28. Mai | André Debrie                        | Gründer der "Etablissements André Debrie"                                                                       | 76    |       |
| 28. Mai | Emil Hartmann                       | deutscher Lehrer und Autor                                                                                      | 88    |       |
| 28. Mai | Friedrich Loeffler                  | deutscher Orthopäde und Hochschullehrer                                                                         | 81    |       |
| 28. Mai | Doc Walsh                           | US-amerikanischer Old-Time-Musiker                                                                              | 65    |       |
| 29. Mai | Theodor Bersin                      | deutscher Biochemiker und NS-Dozentenbundsführer                                                                | 64    |       |
| 29. Mai | Hans Erlenmeyer                     | deutsch-schweizerischer Chemiker und Antikensammler                                                             | 67    |       |
| 29. Mai | Gerónimo Baqueiro Foster            | mexikanischer Musikwissenschaftler, Komponist, Flötist und Oboist                                               | 69    |       |
| 29. Mai | Walter M. Haynes                    | US-amerikanischer Politiker                                                                                     | 69    |       |
| 29. Mai | Eugen Huthmacher                    | deutscher Jurist und Politiker (CDU), MdL, MdB, saarländischer Landesminister                                   | 60    |       |
| 29. Mai | Otto Löble                          | deutscher Fußballspieler                                                                                        | 78    |       |
| 29. Mai | Karl-Friedrich Lüdemann             | deutscher Eisenhüttenmann und Hochschullehrer                                                                   | 54    |       |
| 29. Mai | Georg Wilhelm Pabst                 | österreichischer Regisseur                                                                                      | 81    |       |
| 29. Mai | Alfred Petzelt                      | deutscher Pädagoge                                                                                              | 81    |       |
| 29. Mai | Gustav Steiner                      | Schweizer Pädagoge und Historiker                                                                               | 88    |       |
| 30. Mai | Alfred Brinckmann                   | deutscher Schachspieler und -autor                                                                              | 76    |       |
| 30. Mai | András Dékány                       | ungarischer Schriftsteller und Journalist (LdU)                                                                 | 64    |       |
| 30. Mai | Christian Eggenberger               | Schweizer Politiker (LdU)                                                                                       | 72    |       |
| 30. Mai | Morris Lane                         | US-amerikanischer Jazzmusiker                                                                                   |       |       |
| 30. Mai | Claude Rains                        | englisch-US-amerikanischer Schauspieler                                                                         | 77    |       |
| 30. Mai | Carl Schlottmann                    | deutscher Opernsänger (Bass)                                                                                    | 65    |       |
| 30. Mai | Hans Stohwasser                     | deutscher Marineoffizier, zuletzt Vizeadmiral im Zweiten Weltkrieg                                              | 83    |       |
| 31. Mai | Ernst Crous                         | deutscher Kirchenhistoriker und Bibliothekar                                                                    | 85    |       |
| 31. Mai | Clarence Hare                       | neuseeländischer Büroangestellter und Expeditionsteilnehmer                                                     | 86    |       |
| 31. Mai | Eduard Heimann                      | deutscher Wirtschafts- und Sozialwissenschaftler                                                                | 77    |       |
| 31. Mai | Wilhelm Rath                        | deutscher Landwirt und Politiker (WBWB, FDP/DVP), MdL, MdB                                                      | 74    |       |
| 31. Mai | Billy Strayhorn                     | US-amerikanischer Jazzmusiker                                                                                   | 51    |       |
| 31. Mai | Siegfried Thomaschki                | deutscher Offizier, zuletzt General der Artillerie im Zweiten Weltkrieg                                         | 73    |       |
| Mai     | Rexhep Mitrovica                    | albanischer Politiker                                                                                           |       |       |
| Mai     | Friedrich Seizaburo Nohara          | Schweizer Arzt und Publizist                                                                                    | 61    |       |

## Juni
| Tag      | Name                                 | Beruf, bekannt als                                                                                              | Alter | Beleg |
| -------- | ------------------------------------ | --- | ----- | ----- |
| 1. Juni  | Rudolf Appel                         | österreichischer Monteur und Politiker (SPÖ), Abgeordneter zum Nationalrat, Mitglied des Bundesrates            | 51    |       |
| 1. Juni  | Hans Bühler                          | Schweizer Springreiter                                                                                          | 74    |       |
| 1. Juni  | Aloys Heuvers                        | deutscher Maschinenbauer                                                                                        | 78    |       |
| 1. Juni  | Reinhold Köstlin                     | deutscher Schauspieler                                                                                          | 90    |       |
| 1. Juni  | Hugo Lang                            | Benediktinerabt und Theologe                                                                                    | 74    |       |
| 1. Juni  | Alexandra Luke                       | Künstlerin | 66    |       |
| 1. Juni  | Hans Rhyn                            | Schweizer Schriftsteller                                                                                        | 78    |       |
| 1. Juni  | Karl Spalcke                         | deutscher Generalmajor im Zweiten Weltkrieg                                                                     | 75    |       |
| 2. Juni  | Clarence Ashley                      | US-amerikanischer Old-Time- und Folksänger                                                                      | 71    |       |
| 2. Juni  | Béni Ferenczy                        | ungarischer Bildhauer, Medailleur, Plakettenkünstler und Zeichner                                               | 76    |       |
| 2. Juni  | Arthur W. Kopp                       | US-amerikanischer Politiker                                                                                     | 93    |       |
| 2. Juni  | Benno Ohnesorg                       | deutscher Student, der auf einer Demonstration in Berlin von einem Polizisten erschossen wurde                  | 26    |       |
| 3. Juni  | André Cluytens                       | belgisch-französischer Dirigent                                                                                 | 62    |       |
| 3. Juni  | Anton Eberhard                       | deutscher Politiker (FDP), MdL, MdB                                                                             | 75    |       |
| 3. Juni  | Hans Fischböck                       | österreichischer Jurist und Politiker (NSDAP), MdR                                                              | 72    |       |
| 3. Juni  | Christian Ludwig Martin              | österreichischer Maler und Radierer                                                                             | 77    |       |
| 3. Juni  | Arthur Ransome                       | britischer Schriftsteller                                                                                       | 83    |       |
| 3. Juni  | Katharina Roth                       | deutsche kommunistische Politikerin                                                                             | 84    |       |
| 3. Juni  | Arthur Tedder, 1. Baron Tedder       | britischer Luftwaffengeneral                                                                                    | 76    |       |
| 3. Juni  | Annie van Velzen                     | niederländische Widerstandskämpferin                                                                            | 73    |       |
| 4. Juni  | Lloyd Viel Berkner                   | US-amerikanischer Physiker                                                                                      | 62    |       |
| 4. Juni  | Patrick Duncan                       | südafrikanischer Kolonialbeamter, Politiker, Anti-Apartheid-Aktivist, Journalist und Schriftsteller             | 48    |       |
| 4. Juni  | Jelena Fabianowna Gnessina           | russische Komponistin und Pianistin                                                                             | 93    |       |
| 4. Juni  | Walter Höhler                        | deutscher Zahnarzt im KZ Mauthausen                                                                             | 60    |       |
| 4. Juni  | Adolf Schüle                         | deutscher Jurist                                                                                                | 65    |       |
| 4. Juni  | André Thérive                        | französischer Journalist, Schriftsteller, Literaturkritiker, Essayist, Romanist und Sprachpfleger               | 75    |       |
| 5. Juni  | Arthur Biram                         | deutscher Philologe, Pädagoge und jüdischer Theologe                                                            | 88    |       |
| 5. Juni  | Adolf Busemann                       | deutscher Psychologe und Pädagoge                                                                               | 80    |       |
| 5. Juni  | Friedrich Laibach                    | deutscher Botaniker und Hochschullehrer                                                                         | 82    |       |
| 5. Juni  | Wilhelm Olejnik                      | deutscher Politiker (SPD), MdL                                                                                  | 79    |       |
| 5. Juni  | Pierre Pruvost                       | französischer Geologe                                                                                           | 76    |       |
| 5. Juni  | Wolfgang von Schaezler               | deutscher Jurist und Gutsverwalter                                                                              | 87    |       |
| 6. Juni  | Edward Givens                        | US-amerikanischer Astronaut                                                                                     | 37    |       |
| 6. Juni  | Isogai Rensuke                       | General der kaiserlich japanischen Armee, Gouverneur von Hongkong                                               | 80    |       |
| 6. Juni  | Raimund von Klebelsberg              | österreichischer Geologe und Hochgebirgsforscher                                                                | 80    |       |
| 6. Juni  | Oskar Knapp                          | deutscher Landwirt und Politiker (CDU), MdL, MdB                                                                | 69    |       |
| 6. Juni  | Ergy Landau                          | ungarisch-französische Fotografin                                                                               | 70    |       |
| 6. Juni  | Robert Lindner                       | österreichischer Schauspieler                                                                                   | 56    |       |
| 6. Juni  | Charles A. Lockwood                  | Vizeadmiral der United States Navy                                                                              | 77    |       |
| 6. Juni  | Peter Friedrich Mengel               | deutscher Verwaltungsjurist, Landrat des Kreises Oberbarnim (1919–1923) und Deichhauptmann des Oderbruchs (1... | 83    |       |
| 6. Juni  | Fernando Paternóster                 | argentinischer Fußballspieler                                                                                   | 64    |       |
| 6. Juni  | Josef Plenk                          | deutscher Künstler und Hochschullehrer                                                                          | 81    |       |
| 6. Juni  | Francisc Ronnay                      | rumänischer Fußballspieler und -trainer                                                                         | 67    |       |
| 6. Juni  | Helmuth Scheel                       | deutscher Orientalist                                                                                           | 72    |       |
| 7. Juni  | Ernst Freudenberg                    | deutscher Kinderarzt                                                                                            | 82    |       |
| 7. Juni  | Dorothy Parker                       | US-amerikanische Schriftstellerin, Theater- und Literaturkritikerin                                             | 73    |       |
| 7. Juni  | Ottilie Schellander                  | österreichische Oberpflegerin                                                                                   | 69    |       |
| 7. Juni  | Finn Schiander                       | norwegischer Segler                                                                                             | 78    |       |
| 7. Juni  | Alfred Schulze                       | deutscher Architekt                                                                                             | 80    |       |
| 8. Juni  | Sergei Mitrofanowitsch Gorodezki     | russischer Dichter                                                                                              | 83    |       |
| 8. Juni  | Hans Leitmeier                       | österreichischer Mineraloge                                                                                     | 81    |       |
| 8. Juni  | Clive McCay                          | US-amerikanischer Biochemiker und Gerontologe                                                                   | 69    |       |
| 8. Juni  | Anna Warburg                         | Kindergärtnerin und Pädagogin                                                                                   | 85    |       |
| 9. Juni  | Walter Bau                           | deutscher Lehrer, Geologe, Paläontologe und Zoologe                                                             | 79    |       |
| 9. Juni  | Walter Menn                          | deutscher Bibliothekar                                                                                          | 77    |       |
| 9. Juni  | John Zander                          | schwedischer Mittel- und Langstreckenläufer                                                                     | 77    |       |
| 10. Juni | Max Alfred Brumme                    | deutscher Bildhauer und Maler                                                                                   | 76    |       |
| 10. Juni | Frank Butler                         | US-amerikanischer Schauspieler und Drehbuchautor                                                                | 76    |       |
| 10. Juni | Franz Kewer                          | deutscher Politiker (SRP), MdL                                                                                  | 59    |       |
| 10. Juni | Arthur Lieberasch                    | sächsischer KPD-Landtagsabgeordneter in der Weimarer Republik                                                   | 85    |       |
| 10. Juni | Bruno Meier                          | schweizerischer Künstler                                                                                        | 62    |       |
| 10. Juni | Karl Merkenschlager                  | deutscher Rechtsanwalt                                                                                          | 82    |       |
| 10. Juni | Joseph Elmer Ritter                  | US-amerikanischer Geistlicher und Erzbischof von Saint Louis                                                    | 74    |       |
| 10. Juni | Rudolf Schuch                        | deutscher Dentist und Widerstandskämpfer gegen den Nationalsozialismus                                          | 65    |       |
| 10. Juni | Max Sommerfeld                       | deutscher Politiker (SPD), MdL                                                                                  | 62    |       |
| 10. Juni | Spencer Tracy                        | US-amerikanischer Filmschauspieler                                                                              | 67    |       |
| 10. Juni | Dorothy Yost                         | US-amerikanische Drehbuchautorin                                                                                | 68    |       |
| 11. Juni | Gustav Johannes von Allesch          | deutscher Psychologe                                                                                            | 84    |       |
| 11. Juni | Fritz Becker                         | deutscher Offizier, zuletzt Generalleutnant im Zweiten Weltkrieg                                                | 75    |       |
| 11. Juni | Wolfgang Köhler                      | Mitbegründer der Gestaltpsychologie bzw. der Gestalttheorie                                                     | 80    |       |
| 11. Juni | Eurith D. Rivers                     | US-amerikanischer Politiker                                                                                     | 71    |       |
| 11. Juni | Ernesto Ruffini                      | italienischer Bischof und Kardinal                                                                              | 79    |       |
| 11. Juni | John Campbell White                  | US-amerikanischer Diplomat                                                                                      | 83    |       |
| 11. Juni | Odell K. Whitney                     | US-amerikanischer Politiker                                                                                     | 82    |       |
| 11. Juni | Josef Wirsching                      | deutscher Kameramann beim Hindi-Film                                                                            | 64    |       |
| 11. Juni | Ernst Wolter                         | Todesopfer an der innerdeutschen Grenze                                                                         | 80    |       |
| 12. Juni | Wilhelm Andres                       | Politiker (CDU), MdL                                                                                            | 75    |       |
| 13. Juni | W. Harold Anderson                   | US-amerikanischer Basketballspieler und -trainer                                                                | 64    |       |
| 12. Juni | Adolphe Charlier                     | belgischer Radrennfahrer                                                                                        | 60    |       |
| 13. Juni | Edward Ellington                     | britischer Offizier der RAF                                                                                     | 89    |       |
| 13. Juni | Gerald Patterson                     | australischer Tennisspieler                                                                                     | 71    |       |
| 13. Juni | Gregor Schwake                       | deutscher Ordensgeistlicher, Kirchenmusiker und Nazigegner                                                      | 75    |       |
| 13. Juni | Ferenc Steiner                       | ungarischer Radrennfahrer                                                                                       | 78    |       |
| 13. Juni | Martha Steinert                      | deutsche Pädagogin und Schulbuchautorin                                                                         | 84    |       |
| 14. Juni | Willie Botha                         | südafrikanischer Mittelstreckenläufer und Sprinter                                                              | 55    |       |
| 14. Juni | Edward Eagan                         | US-amerikanischer Sportler                                                                                      | 70    |       |
| 14. Juni | Hein Gorny                           | deutscher Fotograf                                                                                              | 63    |       |
| 14. Juni | Hans-Hermann Rebel                   | deutscher Zahnarzt und Hochschullehrer                                                                          | 78    |       |
| 14. Juni | Bertha Zahourek                      | österreichische Schwimmerin                                                                                     | 71    |       |
| 15. Juni | Alfred Baum                          | deutscher Jurist                                                                                                | 85    |       |
| 15. Juni | Tatu Kolehmainen                     | finnischer Langstreckenläufer                                                                                   | 82    |       |
| 15. Juni | Estanislao Mejía                     | mexikanischer Komponist und Musikpädagoge                                                                       | 84    |       |
| 16. Juni | Eugénie Cotton                       | französische Naturwissenschaftlerin und internationale Frauenpolitikerin                                        | 85    |       |
| 16. Juni | Robert De Mulder                     | belgischer Ruderer                                                                                              | 66    |       |
| 16. Juni | Reginald Denny                       | britischer Schauspieler                                                                                         | 75    |       |
| 16. Juni | Walter Maria Guggenheimer            | deutscher Journalist, Literaturkritiker und Übersetzer                                                          | 64    |       |
| 16. Juni | Dutch Holland                        | US-amerikanischer Baseballspieler                                                                               | 63    |       |
| 16. Juni | Fritz Spanier                        | deutscher Arzt                                                                                                  | 65    |       |
| 17. Juni | James R. Beverley                    | US-amerikanischer Politiker                                                                                     | 73    |       |
| 17. Juni | Fritz Demmer                         | österreichischer Chirurg und Hochschullehrer                                                                    | 83    |       |
| 17. Juni | Vernon Huber                         | US-amerikanischer Marineoffizier                                                                                | 67    |       |
| 17. Juni | Erich Lichtenstein                   | deutscher Literaturwissenschaftler und Verleger                                                                 | 79    |       |
| 17. Juni | Richard Meinertzhagen                | britischer Offizier und Vogelkundler                                                                            | 89    |       |
| 17. Juni | Hans Schulz-Blochwitz                | deutscher Kirchenrat, Domkapitular, Genealoge und Heraldiker                                                    | 79    |       |
| 18. Juni | Käthe Braun-Prager                   | österreichische Schriftstellerin                                                                                | 79    |       |
| 18. Juni | Beat Fehr                            | Schweizer Autorennfahrer                                                                                        | 23    |       |
| 18. Juni | Wilhelm Garbe                        | deutscher Manager und Sportfunktionär                                                                           | 73    |       |
| 18. Juni | Friedrich Holtz                      | deutscher Arzt, Biochemiker und Pharmakologe                                                                    | 77    |       |
| 18. Juni | Emil Mergler                         | deutscher Politiker (CSU)                                                                                       | 69    |       |
| 18. Juni | Gert Niemitz                         | deutscher Schauspieler und Synchronsprecher                                                                     |       |       |
| 18. Juni | Giacomo Russo                        | italienischer Automobilrennfahrer                                                                               | 29    |       |
| 18. Juni | Herbert Terpitz                      | deutscher Architekt                                                                                             | 64    |       |
| 18. Juni | Roland Totheroh                      | US-amerikanischer Kameramann                                                                                    | 76    |       |
| 18. Juni | William Tracy                        | US-amerikanischer Filmschauspieler                                                                              | 49    |       |
| 19. Juni | Giuseppe Hess                        | italienischer Jurist, Fußballspieler und Sportfunktionär                                                        | 82    |       |
| 19. Juni | Adolf Rebner                         | österreichischer Violinist und Violist                                                                          | 90    |       |
| 19. Juni | Hugo Schlösser                       | deutscher Architekt                                                                                             | 93    |       |
| 19. Juni | Johann Sense                         | deutscher Theaterschauspieler und Regisseur                                                                     | 76    |       |
| 20. Juni | Willi Ahrem                          | deutscher Angehöriger der Wehrmacht und Judenretter                                                             |       |       |
| 20. Juni | Hilary Rudolph Robert Blood          | britischer Gouverneur von Kolonien                                                                              | 74    |       |
| 20. Juni | Hans Dittmar                         | finnischer Segler                                                                                               | 64    |       |
| 20. Juni | Otto Maigler                         | deutscher Ingenieur und Unternehmer                                                                             | 74    |       |
| 20. Juni | Hendrik Olsen                        | grönländischer Landesrat, Handelsverwalter, Dolmetscher, Journalist und Übersetzer                              | 66    |       |
| 20. Juni | Alois Späth                          | Landtagsabgeordneter Volksstaat Hessen                                                                          | 79    |       |
| 20. Juni | J. Arthur Younger                    | US-amerikanischer Politiker                                                                                     | 74    |       |
| 21. Juni | Antonio Bertola                      | italienisch-argentinischer Radrennfahrer                                                                        | 43    |       |
| 21. Juni | Emanuel List                         | österreichisch-US-amerikanischer Opernsänger (Bass)                                                             | 79    |       |
| 21. Juni | Paul Sethe                           | deutscher Publizist, Journalist und Geisteswissenschaftler                                                      | 65    |       |
| 21. Juni | Edward Twining, Baron Twining        | britischer Offizier und Kolonialgouverneur von Nord-Borneo und Tanganjika                                       | 67    |       |
| 22. Juni | Wilhelm Bäßmann                      | deutscher Tierzuchtwissenschaftler                                                                              | 80    |       |
| 22. Juni | Grete Budde                          | deutsche Bildhauerin                                                                                            | 84    |       |
| 22. Juni | Mine Härdle                          | deutsche Politikerin (SPD), MdL                                                                                 | 78    |       |
| 22. Juni | Rudolf Josef Kratina                 | deutsch-US-amerikanischer Violoncellist und Musikpädagoge                                                       | 66    |       |
| 22. Juni | Horst Jonas                          | deutscher Politiker (KPD/SED)                                                                                   | 52    |       |
| 22. Juni | Li Lisan                             | chinesischer KP-Funktionär                                                                                      | 67    |       |
| 22. Juni | Adrian Grigorjewitsch Schaposchnikow | russischer Komponist                                                                                            | 80    |       |
| 22. Juni | Willy Schneider                      | deutscher Politiker (SPD), MdL Rheinland-Pfalz                                                                  | 82    |       |
| 22. Juni | Leon Zeitlin                         | deutscher Nationalökonom und Politiker (DDP, DStP)                                                              | 91    |       |
| 23. Juni | Charles Armstrong                    | US-amerikanischer Arzt und Virologe                                                                             | 80    |       |
| 23. Juni | Franz Babinger                       | deutscher Historiker und Orientalist, besonders Osmanistik                                                      | 76    |       |
| 23. Juni | Walter Blumenfeld                    | deutsch-peruanischer Psychologe                                                                                 | 84    |       |
| 23. Juni | Frank Edwards                        | US-amerikanischer Journalist, Rundfunksprecher, Autor, Hochschullehrer und Ufologe                              | 58    |       |
| 23. Juni | Antoine Guérini                      | korsischer Mafia-Pate                                                                                           |       |       |
| 23. Juni | Arthur Rhode                         | deutscher evangelischer Theologe und Historiker                                                                 | 98    |       |
| 24. Juni | Else Bauer                           | deutsche Politikerin (USPD/SPD/SED)                                                                             | 73    |       |
| 24. Juni | Raúl Borges                          | venezolanischer Komponist, Gitarrist und Musikpädagoge                                                          | 85    |       |
| 24. Juni | Alan Bourne                          | britischer General                                                                                              | 84    |       |
| 24. Juni | Mercedes Brignone                    | italienische Schauspieler                                                                                       | 83    |       |
| 24. Juni | Curt Geyer                           | deutscher Politiker (SPD, USPD, KPD), MdR, Journalist und Historiker                                            | 75    |       |
| 24. Juni | Theodor Heckel                       | deutscher protestantischer Theologe und Bischof                                                                 | 73    |       |
| 24. Juni | Hans Lungwitz                        | deutscher Arzt und Schriftsteller                                                                               | 85    |       |
| 24. Juni | Léon Martin                          | französischer Politiker und Widerstandskämpfer                                                                  | 93    |       |
| 24. Juni | Fritz Tischler                       | deutscher Prähistoriker                                                                                         | 56    |       |
| 24. Juni | Emile van Dievoet                    | belgischer Politiker                                                                                            | 81    |       |
| 25. Juni | Theodor Gruschka                     | tschechoslowakisch-israelischer Arzt                                                                            | 78    |       |
| 25. Juni | Hans Schwarz                         | deutscher Dramatiker, Lyriker                                                                                   | 77    |       |
| 26. Juni | Karl Benz                            | deutscher Landrat                                                                                               | 69    |       |
| 26. Juni | Franz Buchner                        | deutscher Politiker (NSDAP), MdR, und Bürgermeister von Starnberg                                               | 69    |       |
| 26. Juni | Hans Dolf                            | österreichischer Schauspieler und Hörspielsprecher                                                              | 70    |       |
| 26. Juni | Françoise Dorléac                    | französische Schauspielerin                                                                                     | 25    |       |
| 26. Juni | Klaus Werner Epstein                 | deutsch-US-amerikanischer Historiker                                                                            | 40    |       |
| 26. Juni | Salim Hatum                          | syrischer Offizier und Baathist                                                                                 |       |       |
| 26. Juni | Adrien Hébert                        | kanadischer Maler                                                                                               | 77    |       |
| 26. Juni | Peter Horn                           | deutscher Politiker (CDU), MdL, MdB                                                                             | 76    |       |
| 26. Juni | Romano Perdomi                       | italienischer Autorennfahrer                                                                                    |       |       |
| 26. Juni | Henry Thomas Herbert Piaggio         | britischer Mathematiker und Lehrstuhlinhaber                                                                    | 83    |       |
| 26. Juni | Gabriele Schneider                   | deutsche Politikerin (SED), MdV                                                                                 | 62    |       |
| 26. Juni | Heinrich Wisselmann                  | deutscher Bergmann, Unternehmer und Wehrwirtschaftsführer                                                       | 78    |       |
| 27. Juni | Watson Davis                         | US-amerikanischer Wissenschaftsautor und -organisator                                                           | 71    |       |
| 27. Juni | Kiyose Ichirō                        | japanischer Politiker (JDP, LDP)                                                                                | 82    |       |
| 27. Juni | Charles August Kraus                 | US-amerikanischer Chemiker                                                                                      | 91    |       |
| 27. Juni | Jaan Lattik                          | estnischer Jurist, Politiker, Mitglied des Riigikogu und Diplomat                                               | 88    |       |
| 27. Juni | Karl Albert Reisch                   | deutscher Jurist und Landrat im Landkreis Zell (Mosel)                                                          | 40    |       |
| 28. Juni | Voltaire Carvajal                    | chilenischer Fußballspieler                                                                                     | 50    |       |
| 28. Juni | Oskar Maria Graf                     | deutsch-US-amerikanischer Schriftsteller                                                                        | 72    |       |
| 28. Juni | Albert Snouck Hurgronje              | niederländischer Fußballspieler                                                                                 | 64    |       |
| 28. Juni | Tryggve Larssen                      | norwegischer Schauspieler                                                                                       | 79    |       |
| 28. Juni | Peter Meyer                          | deutscher Lehrer, Schulleiter und Mitglied der Synode                                                           | 78    |       |
| 29. Juni | Primo Carnera                        | italienischer Boxweltmeister und Schauspieler                                                                   | 60    |       |
| 29. Juni | Jasper ten Cate                      | niederländischer Physiologe und Hochschullehrer                                                                 | 80    |       |
| 29. Juni | Bert Glennon                         | US-amerikanischer Kameramann                                                                                    | 73    |       |
| 29. Juni | Bernhard Klein                       | deutscher Grafiker, Maler, Bühnenbildner und Animator                                                           | 79    |       |
| 29. Juni | Franz Max Albert Kramer              | deutscher Psychiater und Neurologe                                                                              | 89    |       |
| 29. Juni | José Leitão de Barros                | portugiesischer Regisseur                                                                                       | 70    |       |
| 29. Juni | Jayne Mansfield                      | US-amerikanische Filmschauspielerin und Sexsymbol der 1950er-Jahre                                              | 34    |       |
| 29. Juni | Rudolf Pohle                         | deutscher Jurist und Hochschullehrer                                                                            | 64    |       |
| 30. Juni | Yavuz Abadan                         | türkischer Rechtswissenschaftler                                                                                | 62    |       |
| 30. Juni | Paul Heimann                         | deutscher Pädagoge                                                                                              | 66    |       |
| 30. Juni | Pieter Martinus van Alphen           | niederländischer Physiker                                                                                       | 60    |       |
| 30. Juni | Schukri al-Quwatli                   | syrischer Politiker, Präsident von Syrien (1943–1949 und 1955–1958)                                             | 75    |       |
| Juni     | Gipsy Daniels                        | walisischer Boxer                                                                                               | 64    |       |
| Juni     | Alexei Sergejewitsch Selesnjow       | russisch-französischer Schachspieler                                                                            |       |       |